# Bernardino Telesio
Bernardino Telesio (7. listopadu 1509, Cosenza – 2. října 1588, tamtéž) byl italský filosof a vědec.

## Život
Bernardino Telesio pocházel z urozené rodiny žijící v Kalábrii. Studoval v Miláně u svého strýce Antonia Telesia, který byl učenec a básník. Ve studiích pak pokračoval v Říme a v Padově studoval filosofii a matematiku. Tam také v roce 1535 získal doktorský titul. Jeho studia zahrnovala kromě „vědy“, také klasická studia a filosofii, jak bylo v renesanci běžné. S touto výbavou se mohl pustit do kritiky středověkého aristotelismu, který byl rozvíjen v Padově a Boloni. V roce 1553 se oženil, měl čtyři děti a usadil v Cosenze, kde se záhy stal dominantním představitelem místní akademie založené Gianem Parassiem v roce 1511. V roce 1563 nebo o dva roky později vydal svou stěžejní práci De Rerum Natura Iuxta Propria Principia (O přírodě podle jejich vlastních principů), následovanou množstvím méně významných prací. Jeho rozporuplné názory popudily církev natolik, že je krátce po jeho smrti dala na Index Librorum Prohibitorum.

## Kosmologie

### Teorie látky, tepla a chladu
Ve svém stěžejním díle De rerum natura prezentuje Telesio názor, že jediné dvě věci, které musíme předpokládat při vznikání jsou aktivní síly a pasivní látka. Aktivní sílu představují dva principy - teplo a chlad. Tyto principy měly nahradit klasické Aristotelské učení o metafyzických principech látky a formy. Vznik univerza ze dvou protichůdných principů vysvětluje Telesio tak, že Bůh stvořil Slunce a Zemi, přičemž Slunce je zdrojem principu tepla a Země chladu. Následně je od sebe oddělil takovou vzdáleností, aby se nemohly vzájemně eliminovat. Celá příroda pak vzniká jako výsledek zápolení těchto dvou principů o vlastnictví látky. Teplo zapříčiňuje pohyb a rozšiřuje a zřeďuje látku, zatímco chlad pohyb utlumuje a způsobuje houstnutí látky. Jednotlivé věci se potom liší množstvím tepla a chladu, které v sobě obsahují. Množství samotné látky se ale během těchto procesů nemění. Teplo, chlad a látku jako základní přírodní principy používali už před Telesiem Girolamo Fracastoro a Girolamo Cardano.

### Prostor, vakuum a čas
Telesiova kosmologie brojí proti metafyzickým vysvětlením kosmu. Prostor totiž považuje za absolutní a nekonečný a jako takový nemůže být rozdělen na dvě rozdílné sféry, sublunární a supralunární jako u Aristotelismu. Přiznává existenci vakua, prázdného prostoru v univerzu, ale zároveň dodává, že věci samy se snaží prázdnému prostoru předcházet. Prostor definuje jako něco, co má schopnost v sobě obsahovat tělesa a co je od těchto těles odlišné. Podle Kristtelera také jako první použil pro prostor latinského výrazu spatium, místo do té doby obvyklého locus, které odpovídá spíše termínu místo než prostor. S Aristotelem nesouhlasí ani v pojetí vztahu pohybu a času. Zatímco Aristoteles tvrdí, že čas je závislý na pohybu, Telesio tvrdí opak. Podle Telesia se pohyb odehrává v čase a čas má za svůj předpoklad. Čas a prostor jsou pro Telesia neodmyslitelně spjaty, a tím tak předjímá moderní pojetí časoprostoru.

### Kritika nauky o Boží prozřetelnosti
U Telesia nejsou přírodní výtvory stvořeny, řízeny a udržovány při životě božskou prozřetelností. Konají pouze na základě své vlastní přirozenosti, udané silami tepla a chladu. Aby byly schopny existence, musí všechny stvořené věci tyto protikladné principy vnímat, protože musí být schopny vnímání toho, co je pro jejich přežití prospěšné, a co škodlivé. Vnímání tedy není schopností vtělené duše – vnímání je vlastní všem věcem, ať už živým nebo neživým. Zároveň kritizuje i Aristotelovu nauku o tužbě po transcendentálním Bohu jako příčině pohybu nebeských těles. Podle Telesia mají nebeská tělesa a zdroj svého pohybu od přirozenosti v sobě.

## Nauka o duši
I v psychologii vychází Telesio z přísně materialistického hlediska. Vzhledem k odmítnutí metafyzických principů látky a formy, musel odmítnout i Aristotelovu definici duše ze spisu De Anima jako forma corporis – inteligibilní formy organického těla. Podle Telesia má člověk dvě různé duše. První je specifickou části hmotného těla a nazývá ji duchem (spiritus) vzešlým ze semene, který koluje celým nervovým systémem, přičemž jeho hlavní sídlo je v mozku. Druhá je potom nesmrtelná a nehmotná duše vdechnutá člověku Bohem.
Připsáním duševních funkcí určité části těla naznačuje odmítnutí rozdílů mezi organickým a neorganickým životem, jejichž dichotomie byla zásadní pro aristotelskou, platónskou a křesťanskou tradici. Podle Telesia jde mezi nimi o kvantitativní, nikoli kvalitativní rozdíl. Rozdíl podle něj totiž spočívá ve větší komplexnosti a větším množství tepla, které některé fyzické těla obsahují. Zatímco kovy a minerály mají v podstatě homogenní těla, organické bytosti mají tělo heterogenní, skládajících se z tělesného, ale neviditelného ducha, který přebývá v nervech a mozku a normálního fyzického těla. A stejně jako mezi žijícími a nežijícími těly není žádný metafyzický rozdíl, tak neexistuje ani kvalitativní rozdíl mezi zvířaty a člověkem. Oba totiž mají stejného ducha, který koordinuje funkce jednotlivých tělesných orgánů.
Kromě existence vnímajícího ducha, postuluje Telesio i existenci nesmrtelné lidské duše, vtisknuté tělu Bohem. Ta ale nehraje velkou roli ani v jeho nauce o poznání ani etice, a tak mnozí badatelé tvrdí, že jde o úlitbu vůči církevním autoritám. Na druhou stranu existují prvky v lidském chování, které se nedají vysvětlit čistě mechanistickým zdůvodněním, jako je lidská touha po věčností nebo popření největšího lidského principu sebezachování u mučedníků
Tradiční teorie vysvětlovaly fungování jednotlivých orgán provádějících konkrétní úkony pomocí triadické duše. Aristoteles ve spisu O duši rozlišuje duši vegetativní (anima vegetativa), smyslovou (anima sensitiva) a rozumovou (anima cognitiva), Platón zase dělí duši na tři části, které přiřazuje jednotlivým orgánům, konkrétně rozumovou do mozku, oduševnělou do srdce a část podléhající nízkým vášním do jater. Z tohoto dělení pak vycházel i stoický lékař Galénos, který přidal trojí dělení ducha – spiritus naturalis vznikající v játrech, spiritus vitalis v krvi a spiritus animalis v mozku.
Zatímco s Aristotelskou naukou o duši se vypořádává Telesio ve svém stěžejním díle De rerum natura, proti Galénovi sepsal spis Quod animal universum ab unica animae substatia gubernatur. Contra Galenum. Telesio prohlašuje, že funkce organického těla nemohou být vysvětlovány skrze množství vládců. V podpoře jednoty duše následoval Telesio teoretika medicíny Giovanniho Argenteria, který brání jednotu duše proti Aristoteleské a medicínské tradici.

## Teorie smyslového vnímání
Telesio odmítal tradiční koncepci smyslového vnímání a nahradil ji mechanistickým zdůvodněním smyslového vnímání. Podle Telesia je nevhodné mluvit o smyslových orgánech, protože nejsou nic jiného než „části těla, které jsou buď jemnější a subtilnější nebo proděravělé a otevřené. Nikdo by neměl věřit ani v nejmenším, že jsou stvořeny proto, aby byly schopny podpořit vnímání senzitivní duše, ale aby poskytovaly jednoduchý a otevřený vstup pro síly vnějších věcí a pro ty věci samé.“(De Rerum Natura kniha I, kap.VI)
To, co je vnímáno, nejsou ani formy ani druhy věcí, jak věřil Aristoteles, ale pouhé impulzy světla a vzduchu. Protože hmat je smysl, který poskytuje nejpřímější kontakt mezi vnějšími objekty a vnímajícím duchem, přebírá úlohu primárního smyslu, která byla tradičně připisována zraku.
Telesio se přiblížil neuronálnímu vysvětlení vnímání, což je mechanický přenos dotykových vjemů skrze nervy do mozku. Je to právě duch sídlící v mozku, který zažívá nervové stahování a pnutí a který posuzuje tyto senzace podle dvou základních schémat potěšení a bolesti. Z toho potom vycházejí konkrétní reakce - směřování k něčemu nebo snaha se kontaktu s něčím vyhnout.
“Smyslové vnímání může být pouze vnímáním činnosti věcí a impulzů ve vzduchu a může se skládat pouze z vnímání vlastních vášní, transformací a pohybů... Vskutku, duch je vnímá, protože je jimi ovlivněn, měněn a pohybován.“
Ve své teorii smyslového vnímání vychází z Démokritovy teorie, kterou kombinuje s naukou conservatio sui (zachování sebe), což je klíčový termín Telesiovy etické filosofie. Rozkoš je spjatá s pocitem sebezachováním, bolest zase s pocitem sebezničení. Toto Telesio, stejně jako prvky své teorie poznání, přebírá od Fracastora, který této teorii věnoval závěrečnou kapitolu De sympathia et antipathia rerum a ve svém epistemologickém traktátu Turrius sive de intellectione.

## Teorie vědění
U Telesia představuje conservatio sui základ ze kterého jsou odvozeny všechny senzitivní i kognitivní funkce. Brání hodnoty empirického přístupu v epistemologii a proto se snaží vyvrátit tradiční rozlišování poznání smyslového a rozumového. Popírá, že existuje něco jako čistě rozumová sféra s uchopujícím intelektem. Porozumění je pro něj proces, který vyžaduje smyslového vnímání a paměti, což jsou vlastnosti ducha. Paměť si uchovává vzpomínky na pohyby, které prožil vnímající duch během kontaktu s vnějšími silami. Pokud duch později podstoupí podobný zážitek, připíše ji k podobné nebo identické příčině. Například když ucítí bolest z popálení, vzpomene si, že dříve se mu podobného počitku dostalo při kontaktu s ohněm a proto nazve zdroj příčiny tohoto počitku oheň.
Poznání božských věcí je vyhrazeno pro vdechnutou, nesmrtelnou duši. Čistě intelektuálního poznání můžeme dosáhnout až v posmrtném životě, před smrtí jsme odkázaní na poznání vzešlé ze smyslů.
Schopnost vyvozovat racionální závěry se tedy skládá z porovnávaní starých zkušeností s novými a v doplňování skrytých nebo neznámých příčin. Intelektuální poznání je tedy odvozeno ze smyslů a proto má menší hodnotu. Telesio dokonce navrhuje nahradit termín intelligere za existimari a commemorari. Intelektuální poznání proto neznamená dosažení sféry nutnosti a věčnosti, dokonce ani pro matematiku, která pro Telesia vzniká ze smyslové zkušeností a je vědou s menší dignitou než na pozorování založená přírodní filosofie.
Svou přísně senzualistickou teorií poznání se dá považovat za předchůdce Britského empirismu.

## Etika
Etika, kterou Telesio představuje v deváté knize De rerum natura je navýsost naturalistická. Jediným cílem, ke kterému duch neustále směřuje je sebezachování a sebezlepšování. Přičemž základem pro tento proces je schopnost adekvátně reagovat na podněty vnějšího světa a nalézat způsoby, jak zlepšit kvalitu svého bytí. Této schopnosti dosáhneme skrze teoretické vědění, pocházející zejména z přírodní filosofie a medicíny, a skrze kontrolu vlastních emocí a tužeb. Podle Telesia jsme schopni vyvolávat a potlačovat emoce a jejich projevy. Principem morálních ctností tedy je znalost toho, co nám pomáhá v životě a toho, co škodí přežití a pohodlnému životu v lidské společnosti. Všechny ctnosti jsou u Telesia poměřovány podle toho, jak přispívají k sebezachování.

## Vztah vědy a náboženství
Zatímco mnoho středověkých a renesančních autorů spoléhalo na teorii dvojí pravdy, Telesio se držel přísně vědeckého přístupu k pravdě. To ale neznamená, že by popíral Boha, lidskou duši nebo zázraky. V Telesiově pojetí Bůh ale nezasahuje do přírody a do lidských činů. Používá přirovnání Boha jako nejlepšího mechanika. Nejlepší mechanik je totiž takový, který stvoří dílo tak dokonalé, že bezproblémově funguje bez vnějších zásahů. Stejně tak je moc všemocného Boha reprezentována v kosmu, který je schopen existovat sám o sobě bez toho, aniž by došlo k jeho poškození, vyžadující Boží zásah.

## Vliv
Přírodní filozofie Bernardina Telesia významně působila na další vývoj renesanční filozofie přírody. S Telesiem polemizoval Francesco Patrizi, který od něho ovšem zároveň mnohé přejal. Mladého Tommasa Campanellu podnítilo vydání knihy O přírodě podle jejich vlastních principů k samostatnému filozofování a k rozchodu se scholastickou tradicí. Francis Bacon uvádl jméno Bernardina Telesia mezi „prvních z nových“ filozofů, kteří připravili cestu filozofickému myšlení 17. století.

## Díla
- De Rerum Natura Iuxta Propria Principia
- De Somno
- De his quae in aere fiunt
- De Mari
- De Cometis et Circulo Lactea
- De usu respirationis